# Чемпионат Бахрейна по футболу
Премьер-лига Бахрейна (араб.:اليمن الوطني لكرة القدم) — высший футбольный турнир Бахрейна. В турнире принимают участие 12 клубов. Проходит по системе осень-весна. Занявший последнее место клуб вылетает в Лигу 1.

## Участники
В сезоне 2023/24 в Премьер-лиге Бахрейна играют 12 клубов:
- Аль-Ахли
- Аль-Хидд
- Аль-Мухаррак
- Аль-Риффа
- Аль-Наджма
- Аль-Халдия
- Бусаитин
- Ист Риффа
- Аль-Хала
- Манама Клаб
- Аль-Шабаб
- Ситра

## Чемпионы
Чемпионы Бахрейна:
- 1956/57 : Аль-Мухаррак
- 1957/58 : Аль-Мухаррак
- 1958/59 : Аль-Наср
- 1959/60 : Аль-Мухаррак
- 1960/61 : Аль-Мухаррак
- 1961/62 : Аль-Мухаррак
- 1962/63 : Аль-Мухаррак
- 1963/64 : Аль-Мухаррак
- 1964/65 : Аль-Мухаррак
- 1965/66 : Аль-Мухаррак
- 1966/67 : Аль-Мухаррак
- 1967/68 : Аль-Бахрейн (Мухаррак)
- 1968/69 : Аль-Ахли (Манама)
- 1969/70 : Аль-Мухаррак
- 1970/71 : Аль-Мухаррак
- 1971/72 : Аль-Ахли (Манама)
- 1972/73 : Аль-Мухаррак
- 1973/74 : Аль-Мухаррак
- 1974/75 : Аль-Араби
- 1975/76 : Аль-Мухаррак
- 1976/77 : Аль-Ахли (Манама)
- 1977/78 : Аль-Бахрейн (Мухаррак)
- 1978/79 : Аль-Хала
- 1979/80 : Аль-Мухаррак
- 1980/81 : Аль-Бахрейн (Мухаррак)
- 1981/82 : Аль-Риффа
- 1982/83 : Аль-Мухаррак
- 1983/84 : Аль-Мухаррак
- 1984/85 : Аль-Бахрейн (Мухаррак)
- 1985/86 : Аль-Мухаррак
- 1986/87 : Аль-Риффа
- 1987/88 : Аль-Мухаррак
- 1988/89 : Аль-Бахрейн (Мухаррак)
- 1989/90 : Аль-Риффа
- 1990/91 : Аль-Мухаррак
- 1991/92 : Аль-Мухаррак
- 1992/93 : Аль-Риффа
- 1993/94 : Ист Риффа
- 1994/95 : Аль-Мухаррак
- 1995/96 : Аль-Ахли (Манама)
- 1996/97 : Аль-Риффа
- 1997/98 : Аль-Риффа
- 1998/99 : Аль-Мухаррак
- 1999/00 : Аль-Риффа
- 2000/01 : Аль-Мухаррак
- 2002 : Аль-Мухаррак
- 2002/03 : Аль-Риффа
- 2003/04 : Аль-Мухаррак
- 2004/05 : Аль-Риффа
- 2005/06 : Аль-Мухаррак
- 2006/07 : Аль-Мухаррак
- 2007/08 : Аль-Мухаррак
- 2008/09 : Аль-Мухаррак
- 2009/10 : Аль-Ахли (Манама)
- 2010/11 : Аль-Мухаррак
- 2011/12 : Аль-Риффа
- 2012/13 : Бусаитен
- 2013/14 : Аль-Риффа
- 2014/15 : Аль-Мухаррак
- 2015/16 : Аль-Хидд
- 2016/17 : Малкия
- 2017/18 : Аль-Мухаррак
- 2018/19 : Аль-Риффа
- 2019/20 : Аль-Хидд

## Лучшие бомбардиры
Лучшими бомбардирами чемпионата Бахрейна становились:
- 2009/10 — Рико (Аль-Мухаррак) — 17 голов
- 2010/11 — Абдулрахман Мубарак (Риффа) — 14 голов
- 2011/12 — Ахмед Аль-Хаттал (Аль-Хала) — 14 голов
- 2012/13 — Сами аль-Хусейни (Бусаитен) — 17 голов
- 2013/14 — Тиаго Фернандеш (Манама Клаб) — 13 голов
- 2014/15 — Исмаэль Абдуллатиф (Аль-Мухаррак) — 16 голов
- 2015/16 — Исмаэль Абдуллатиф (Аль-Мухаррак) — 17 голов
- 2016/17 — Дорис Фуакупуту (Аль-Мухаррак) и Эвертон (Манама Клаб) — 11 голов
- 2017/18 — Уче Агба (Аль-Хидд) — 18 голов
- 2018/19 — Мамаду Драме (Аль-Найма) — 14 голов
- 2019/20 — Камиль Аль-Асвад (Аль-Риффа) — 14 голов